# Kodachrome

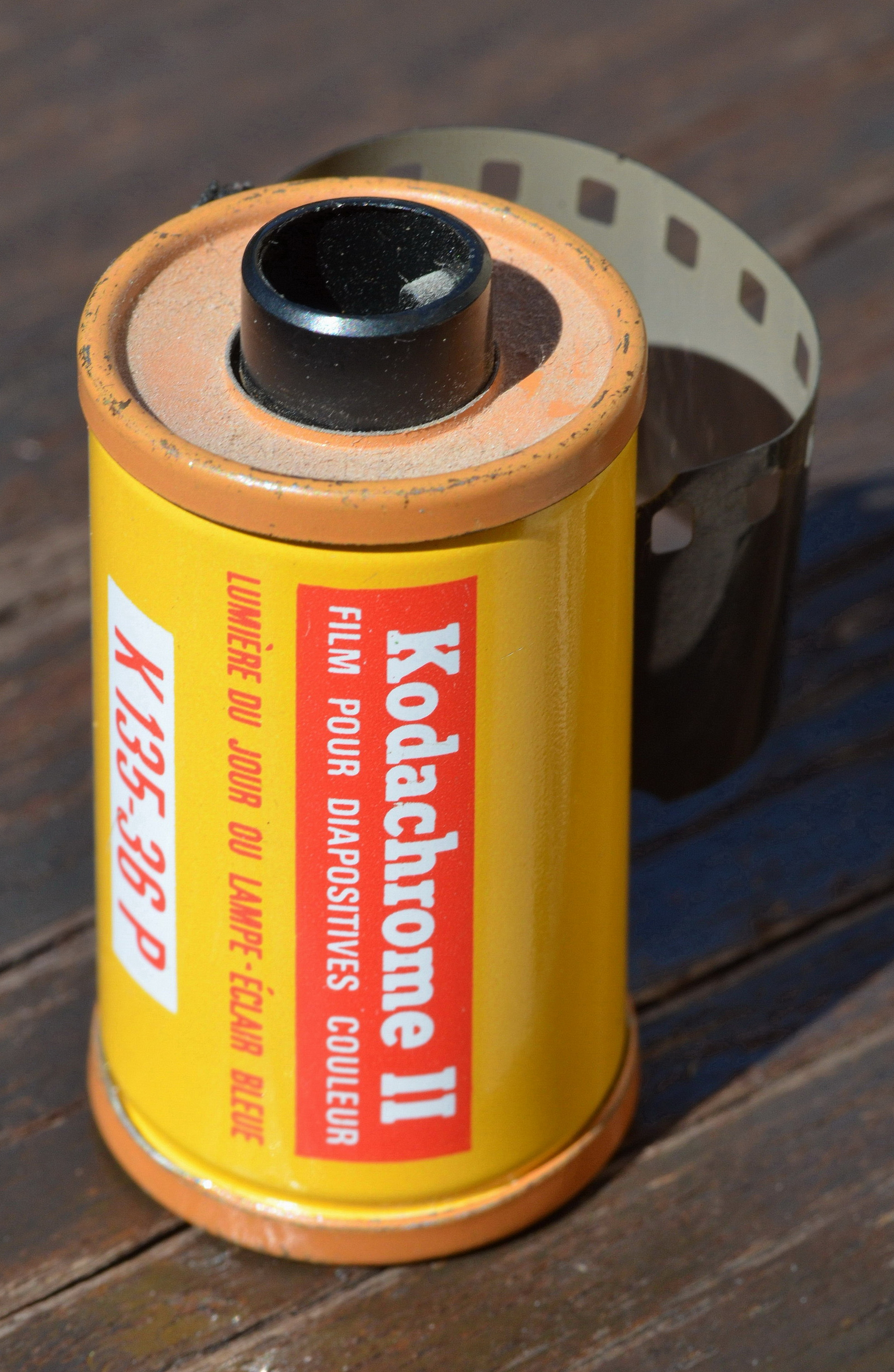
Kodachrome II

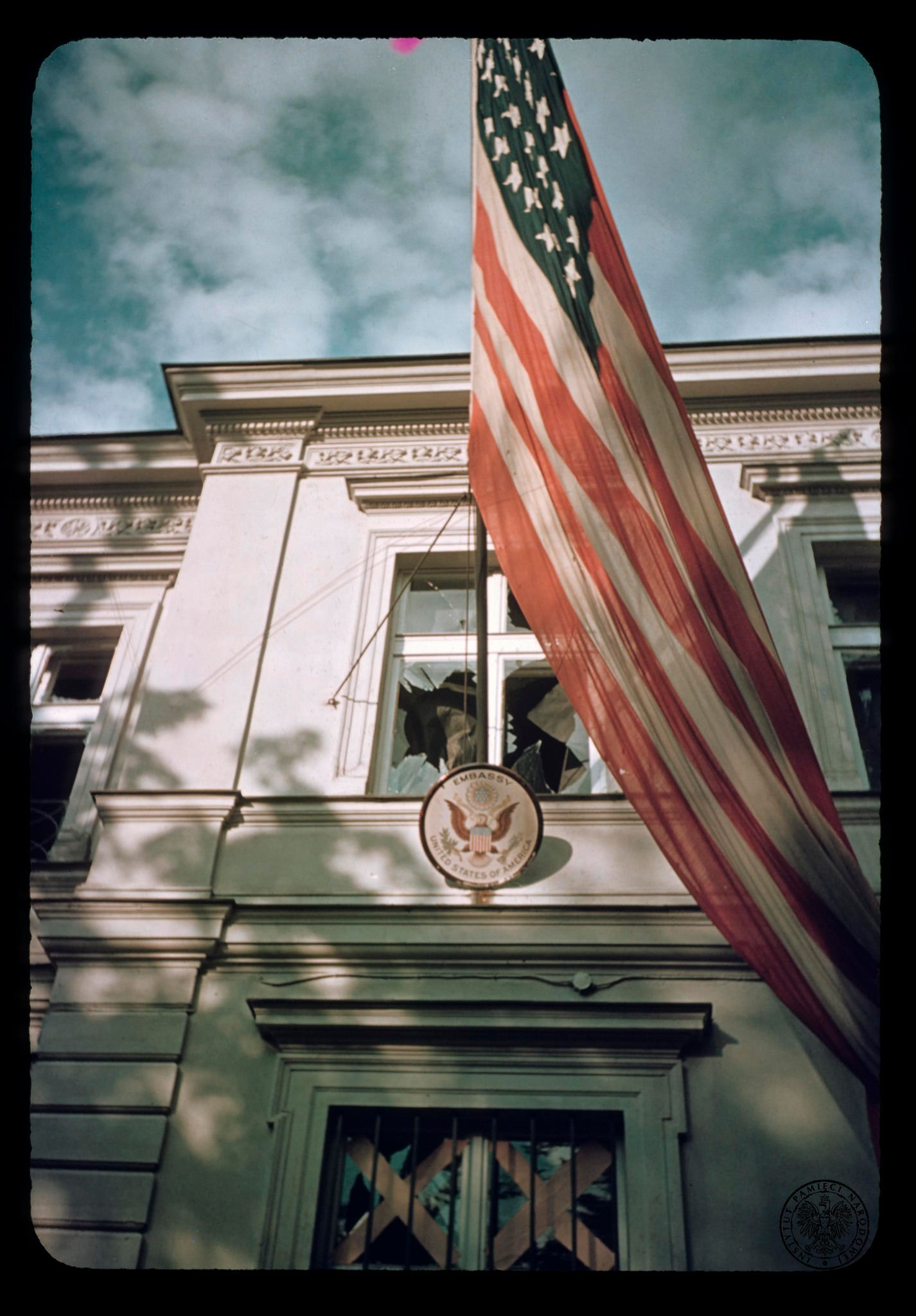
Kodachrome-foto van de Amerikaanse ambassade in Warschau tijdens de Duitse luchtaanval in september 1939

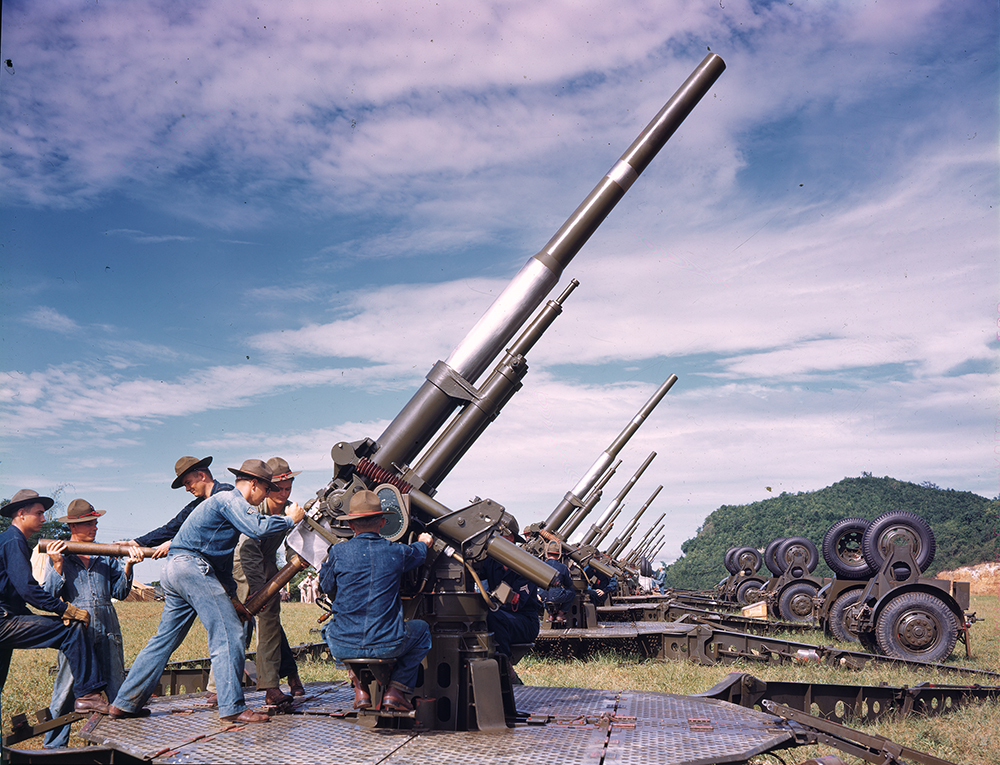
Amerikaanse legeropleiding in Puerto Rico in 1939 (Kodak Kodachrome)

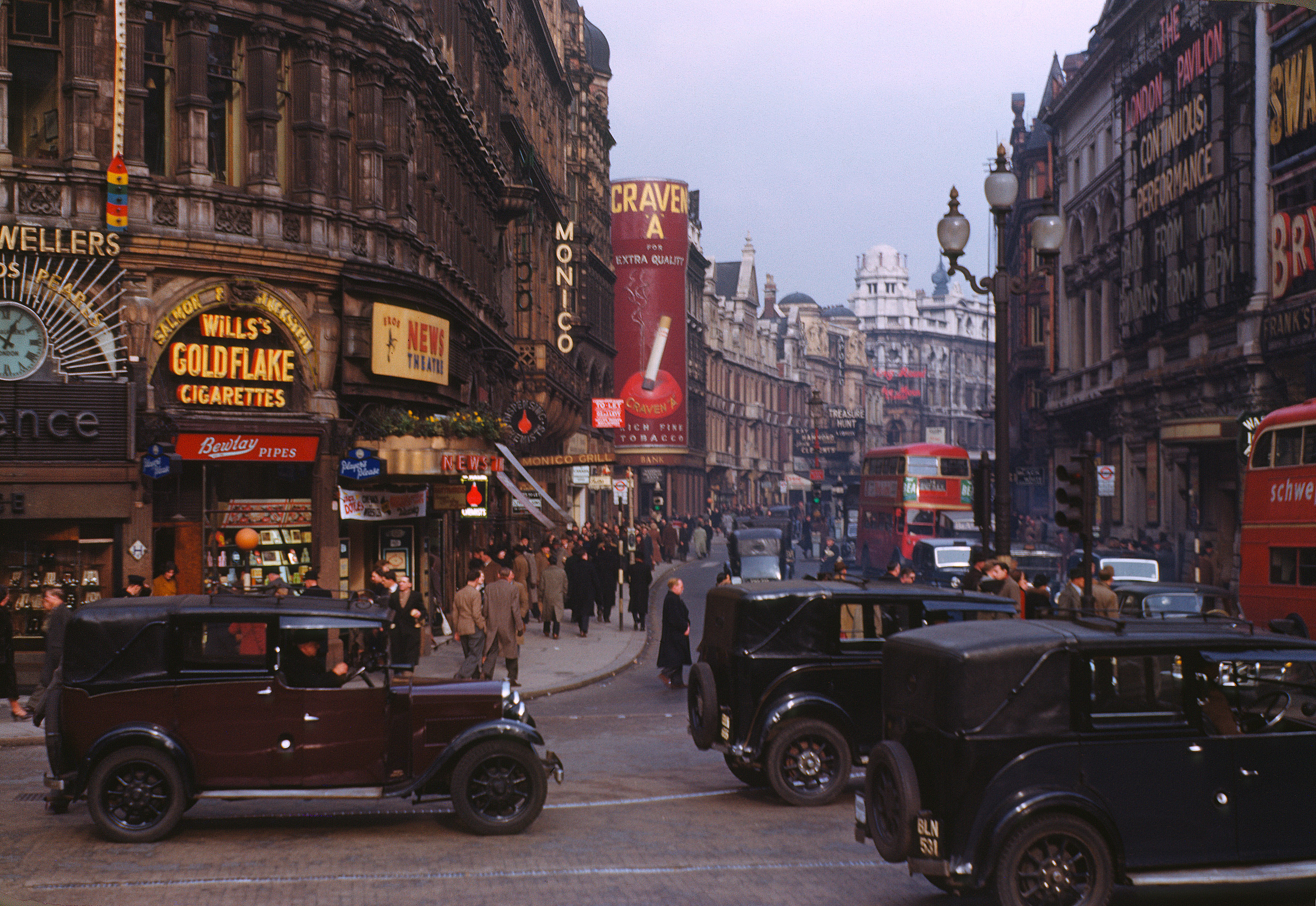
Kodachromefoto van Shaftesbury Avenue in Londen (ca. 1949)

Kodachrome was een door Kodak in 1935 geïntroduceerde omkeerfilm. Het was een van de oudste in massa geproduceerde kleurenfilms. Kodachrome werd algemeen beschouwd als een van de beste diafilms. Ten opzichte van andere emulsies onderscheidt hij zich door de enorme scherpte (contourscherpte en fijne korrel), de natuurlijke (neutrale) kleurenweergave en de extreem lange houdbaarheid van de kleuren.

## Geschiedenis
Aan de wieg van Kodachrome stonden de Amerikanen Leopold Mannes en Leopold Godowsky jr. (zoon van pianist Leopold Godowsky), die elkaar van de middelbare school kenden en als tieners al bezig waren met het zoeken naar een manier om "perfecte beelden in natuurlijke kleuren" te kunnen vastleggen. In 1922, na vijf jaar onderzoek onder primitieve omstandigheden, diende de firma Kuhn, Loeb & Company zich aan als investeerder. Nog geen jaar later stelde Kenneth Mees, de leider van Kodak Research Laboratories, Godowsky en Mannes de diensten van het Kodak onderzoekslaboratorium ter beschikking.
Het onderzoek wierp in 1935 zijn vruchten af in de vorm van de Kodachrome 16 mm movie film, in 1936 gevolgd door de Kodachrome 35 mm still film. Deze laatste is bekend geworden als de standaard-kleinbeelddiafilm.
De voorloper op Kodachrome is autochroom, dat geproduceerd werd in 1907.

## Techniek
Wat Kodachrome uniek maakte, was de manier waarop de kleuren in de emulsie werden gevormd in het bijbehorende ontwikkelprocedé. Anders dan bij het E-6-ontwikkelprocedé, waarbij de emulsie ook uit drie lagen bestaat, maar waarin de latere kleurstoffen reeds in de emulsielagen aanwezig zijn en tijdens de ontwikkeling worden gevormd, werkte het K-14-ontwikkelprocedé dat voor het ontwikkelen van Kodachrome gebruikt wordt op basis van het principe dat de kleurstoffen pas tijdens het ontwikkelen van de afzonderlijke lagen aan de film worden toegevoegd. Door het gericht ontwikkelen van telkens maar één kleurlaag per stap kon worden voorkomen dat kleuren in elkaar gaan overlopen (hetgeen echter ook bij de overige kleurprocedés al niet meer gebeurde - Mannes en Godowski waren in dit opzicht een oplossing aan het zoeken voor een probleem dat de onderzoekers bij Kodak al hadden opgelost), maar omdat zo alle drie de kleurlagen van de film apart herbelicht en ontwikkeld moeten worden, waarbij het gericht ontwikkelen van maar één laag per keer door de tijd van het procedé gestuurd werd, ontstond een ingewikkeld proces. Doordat er geen kleurstoffen in de film zaten kon de totale emulsiedikte veel dunner blijven dan bij alle andere diafilms, met als gevolg een grotere scherpte.
Een E-6-diafilm kan door ieder willekeurig fotolaboratorium, en ook thuis, ontwikkeld worden. Het K-14-procedé van Kodachrome kon echter redelijkerwijs alleen door een daartoe ingericht laboratorium worden uitgevoerd. Het aantal laboratoria dat zich hierop toelegde was klein, en de films moesten daarom per post naar een van deze weinige laboratoria worden gestuurd. Hiertoe leverde Kodak de film met een bijgevoegde verzendenvelop. De ontwikkelkosten waren bij de prijs van de film inbegrepen.
De ontwikkeling van Kodachromefilms vond plaats in tien stappen (de verschillende spoelbaden niet meegeteld):
1. Verwijdering van de antihalolaag.
2. Zwart-witontwikkeling.
3. Herbelichting met rood licht (vanaf de emulsiekant van de film).
4. In de cyaanontwikkelaar wordt het cyaanbeeld gevormd door een kleurkoppelreactie.
5. Herbelichting met blauw licht (vanaf de emulsiekant van de film).
6. In de geelontwikkelaar wordt het geelbeeld ontwikkeld.
7. In de magentaontwikkelaar vindt een chemische 'herbelichting' plaats voor de middelste laag in de film. Die laag is niet toegankelijk voor zichtbaar licht en moet dan ook chemisch belicht worden.
8. In de magentaontwikkelaar wordt verder het magentabeeld ontwikkeld.
9. Nu al het halogeenzilver is ontwikkeld worden in het bleekbad de negatieve en positieve zilverbeelden omgezet in zilverhalogenide.
10. Het fixeerbad verwijdert het zilver dat in het bleekbad is omgezet uit de film. Alle kleurenbeelden tezamen vormen het uiteindelijke kleurenbeeld.

## Einde
Hoewel de opkomst van de digitale fotografie een serieuze bedreiging vormt voor het voortbestaan van de traditionele film, mocht Kodachrome zich anno 2007 nog steeds verheugen in een vaste schare trouwe aanhangers, zowel onder de veeleisende amateurfotografen, als in de professionele sector. Kodachrome was in kwaliteit vergelijkbaar met Fujichrome Velvia, beide leveren ongeveer 170 lijnen per millimeter, maar Kodachrome was scherper en heeft een geringere kleurverzadiging. Dat was een voordeel: de kleurweergave was extreem nauwkeurig.
Desondanks bracht Kodak het aantal K-14-laboratoria terug van enkele tientallen (tijdens de hoogtijdagen, tweede helft van de 20e eeuw), tot slechts twee in 2007: een bij Dwayne's Photo in Parsons (Kansas) in de Verenigde Staten en een in Tokio, Japan.
Het laboratorium in Lausanne (Zwitserland) werd in september 2006 gesloten. In de zomer van 2006 werd het verdwijnen van het laatste laboratorium in Europa onder de aandacht gebracht van twee parlementaire commissies van de EU, voor Cultuur en Onderwijs en voor de Interne Markt. Een veelgehoord bezwaar tegen Kodachrome was de tijd die het ontwikkelen kostte: de films moesten naar Lausanne worden opgestuurd (in een speciale meegeleverde Kodak-enveloppe) en kwamen gemiddeld na 7 à 10 dagen per post terug. In de tussentijd waren ze via Kodak Lausanne per koerier naar het laboratorium in Parsons gegaan, daar ontwikkeld (en soms ingeraamd) en per koerier weer geretourneerd naar Lausanne. Kodak Lausanne stuurde de dia's per post naar de afzender, op verzoek ook aangetekend. De laatste Kodachromefilms werden verstuurd vanuit Lausanne in de ochtend van 23 december 2010.
Door de dichtheid voor infrarood licht (noodzakelijk voor de autofocusinstelling en automatische stofreductie) van de Kodachrome-emulsie kan het scannen van Kodachromes weleens problemen opleveren. Veel filmscanners uit de betere klasse hebben echter een speciale Kodachromestand waarmee de scan aangepast wordt.
Op 22 juni 2009 kondigde Kodak aan te stoppen met de productie van Kodachrome. Hiermee kwam na 75 jaar een einde aan een icoon.
Tot de herfst van 2009 werden er nog films geleverd, waarna het tot eind 2010 nog mogelijk was de films te laten ontwikkelen. Fotograaf Steve McCurry claimt het laatste Kodachrome-rolletje te hebben volgeschoten. Kodak publiceerde op zijn website enkele beroemde foto's die met Kodachrome zijn genomen.

## Divers
- Het Kodachrome Basin State Park in Utah is vernoemd naar de kleurenfilm.
- Musicus Paul Simon schreef een nummer getiteld Kodachrome, dat staat op zijn album There Goes Rhymin' Simon uit 1973.